# Scienta Omicron
Die Scienta Omicron GmbH (früher Omicron Vakuumphysik GmbH, dann Omicron NanoTechnology GmbH) ist ein mittelständisches Unternehmen, das Geräte für die Nanotechnologie und Oberflächenphysik herstellt. Das Unternehmen mit Sitz in Taunusstein-Neuhof im Rheingau-Taunus-Kreis in  Hessen ist über Partner und Tochtergesellschaften weltweit vertreten und gehört der schwedischen Scienta Scientific Gruppe an.

## Unternehmen
Omicron ist Weltmarktführer für Analysemethoden der Oberflächenphysik wie Rasterkraft- (AFM), -tunnel- (STM), -elektronenmikroskopen (SEM), LEED und Elektronenspektroskopie sowie Anlagen zur Herstellung von Nanostrukturen (Thermisches Verdampfen, Sputtern), die auf Basis einer Plattformstrategie größtenteils individuell für den Kunden entwickelt werden. Die verschiedenen Methoden (zum Beispiel AFM und STM) können dabei durchaus in einem Gerät kombiniert werden. Auf Grund der Zusammenarbeit mit Forschungsgruppen hat das Unternehmen einige innovative Geräte entwickeln können, wie zum Beispiel ein STM für variable Temperaturen von 4 bis über 1000 Kelvin.
Eine Kooperation der Friedrich-Schiller-Universität Jena mit dem Unternehmen zur Herstellung von Quarz-Kristallspiegeln wird aktuell durch das Bundesministerium für Bildung und Forschung gefördert.

## Geschichte

Historisches Logo

Das Unternehmen wurde 1984 von Norbert Nold und Ernst Lang gegründet und stellte anfangs UHV-Apparate für LEED sowie ab 1987 – als erstes kommerzielles UHV-STM – ein als „STM 1“ bezeichnetes Rastertunnelmikroskop her. Ein Exemplar dieses Gerätes befindet sich heute im Deutschen Museum. Omicron ist damit ein Unternehmen schon aus der Anfangszeit der Nanotechnologie. Ab Anfang der 1990er Jahre kamen zunehmend Vertretungen in Europa und Übersee hinzu, auch wurde die Produktpalette um weitere Analysemethoden erweitert, wie zum Beispiel AFM oder STMs mit variabler Temperatur. Im Jahr 1996 wurde das VT STM von der Fachzeitschrift R&D mit dem 1996 R&D 100 Award als eines der ″top 100 technology products of the year″ ausgezeichnet. 1999 wurde Omicron vom hessischen Wirtschaftsministerium und der Vereinigung der hessischen Unternehmerverbände als „Hidden Champion“ ausgezeichnet. Ein Jahr später stellte das Unternehmen die erste MBE-Anlage mit integrierter Analysemöglichkeit vor. Im Jahr 2007 wurde das NanoESCA - System   und im Jahr 2013 das LT Nanoprobe - System mit dem R&D 100 Award ausgezeichnet.
Von Mitte 2011 bis Mitte 2015 gehörte das Unternehmen zur britischen Unternehmensgruppe Oxford Instruments plc. Im Mai 2015 ist durch den Zusammenschluss mit der schwedischen Firma VG Scienta die neue Firmengruppe Scienta Omicron mit Firmensitz in Taunusstein (Deutschland) sowie Uppsala in Schweden entstanden.